# Floddelta
 For alternative betydninger, se Delta.
Et floddelta opstår ved at en flod forgrener sig for at nå havet; selve deltaet består af disse forgreninger og det land som ligger imellem dem.
Et floddeltas jord er våd og normalt næringsrig, da vandstrømmens hastighed sænkes, hvilket forårsager udfældning af vandets medbragte partikler. Det er grunden til at folk bosætter sig ved floddeltaer; der er frisk, frodig jord til dyrkning. Når floden går over sine bredder bliver der faktisk afsat næringsrigt slam på jorden, så set i dette lys er det godt. Dæmninger forhindrer de fleste oversvømmelser, men forhindrer afsættelse af næringsrigt slam længere væk fra floden og dennes delta.

## Dannelse
Delta betegner de landdannelser, der opstår omkring visse flodmundinger ved aflejring af de faste stoffer, floderne fører med sig. Navnet deltaer benyttedes først af grækerne til betegnelse af Nilens mundingsområde på grund af ligheden mellem det af flodens arme omsluttede trekantede landskab og tegnet for det græske bogstav D (Δ), senere gik det over på lignende dannelser ved flodmundinger ikke blot i havet, men også i indsøer. Enhver flod fører faste bestanddele med sig, men efterhånden som strømmens hastighed aftager, aflejres de tungere dele, og kun de lettere dele af materialet når ud til mundingen. Hvis der uden for flodmundingen er stærk ebbe og flod, bølgegang eller strøm, vil det medbragte materiale hurtig blive skyllet bort og først aflejret på roligere steder med større havdybder. Hvis bevægelserne i vandet derimod ikke er stærke nok til at bortføre alt det medbragte materiale, bliver en del af det liggende uden for flodens munding og kan der hobe sig op, indtil det til sidst når op til vandspejlet. På tider, hvor floden er særlig vandrig, kan den endnu overskylle det nydannede land, men ved almindelig vandstand vil dette som oftest bevirke, at floden deler sig i to arme uden om det, og hvis dette gentager sig flere gange, dannes der til sidst en flad slette, der vokser videre og videre ud i vandet, gennemskåret af flodens forgreninger. Deltaer dannes derfor i reglen kun på sådanne steder, hvor havet ikke er for dybt og vandets bevægelser mindre stærke, således navnlig inden for ørækker, i rolige bugter eller i strandsøer; sådanne strandsøer opfyldes efterhånden af deltaer, og dannelsen kan føres videre ud i havet, men kun få floder formår at danne deltaer ud i det åbne hav, som fx Po-floden. Som eksempler på deltaer, dannede i strandsøer, kan nævnes Rhinen, Rhône, Nilen og Weichsel. Ofte smelter flere floders deltaer sammen, således Ganges med Bramaputra og Rhinen med Maas og Schelde. Deltaets størrelse antager ofte betydelige dimensioner.

## Materialer
Deltaer består af et lag af grus, sand og ler, og ifølge deres dannelsesmåde må deltaer nødvendigvis altid præsentere sig som jævne, flade strækninger, der ofte ligger så lavt, at de må skærmes ved dæmninger og diger mod oversvømmelser; de her byggede byer præsenterer sig også på forsk. måder beskyttet mod vandets indtrængen, således hviler husene i den nedre del af Bangkok ved Menam på høje pæle, og New Orleans skærmes ved høje dæmninger for Mississippis oversvømmelser. I deltaer, der er taget under kultur som Po- og Rhin-deltaerne, har man ved diger tvunget floden til at forblive i eet og samme begrænsede leje, i hvilket derfor en stor del af det materiale afsættes, som ellers ville udbredes over hele deltastrækningen. Som følge heraf stemmes vandspejlet højere op, faldet og dermed hastigheden forringes, og bundfældningen bliver større, så at de omboende nødes til at lade digerne følge bevægelsen opad. På denne måde er det nu fx kommet så vidt, at Po-flodens bund ligger højere end det nærmest omliggende land, og at beboerne af de hollandske poldere med stort besvær må hæve det overflødige vand op til floden for således at skaffe det afløb.

## Betydning
Deltaet afgiver en yderst frugtbar jordbund, og de fleste deltaer fremtræder også med en meget talrig befolkning, som Hoanghos og Yangtzekiangs i Kina, Ganges' i Indien, Nilens i Ægypten, Rhinens i Holland. Særlig i Ægypten viser delta sin store betydning ved kontrasten mod det omgivende ørkenland; mærkværdig nok ligger Rhônes delta endnu til dels hen uden at være taget under kultur.
For handel og samkvem er derimod deltaer med deres ofte grundede flodarme ikke så heldige, man ser derfor også hyppigt, at de store handelsstæder ikke ligger i deltaer, men ved deres begyndelse, fx Kahirah, eller ved deltaets sider, fx Alexandria, Marseille og andre.

## Floddeltaer i Europa
(påbegyndt liste)
- Camarguedeltaet – Rhone
- Donau-deltaet – Donau